# 漫漫自由路
《漫漫自由路》（英語：Long Walk to Freedom）是南非总统纳尔逊·曼德拉的自傳，由理查德·斯坦格爾代筆，1994年利特爾-布朗出版。

## 內容
《漫漫自由路》描述了曼德拉的童年、成年、教育和長達27年的監獄生活。在种族隔离政府執政期间，曼德拉被指控為恐怖分子，並且因為擔任非洲人国民大会（ANC）及其軍事部隊民族之矛的領導人而被關在在羅本島。後来，他成為了總統，重建被種族隔離分裂的南非社會，領導力獲得了國際社會認可。最後幾章描述了他的政治地位上升的過程，曼德拉仍與南非種族隔離的傷痕持續奮戰。
曼德拉把這本書獻給「我的六個孩子，馬迪巴和瑪卡齊韋（我的第一個女兒），以及我珍視的馬加托、馬卡齊維、澤納尼和津齊，他們給了我愛與支持；獻給我的二十一個孫子和三個曾孫，他們給了我極大的快樂；獻給我所服務的所有同志、朋友和南非同胞，他們的勇氣、決心和愛國主義仍然是我我靈感的源頭。」

## 迴響
《漫漫自由路》於1995年獲得艾倫‧佩頓獎，並且出版為多種語言，南非語版本由安特杰‧克羅格翻譯。

## 中譯本
| 版本   | 出版年月   | 書名                       | 出版社             | 譯者             | ISBN 13                                                                       |
| ------ | ---------- | -------------------------- | ------------------ | ---------------- | ----------------------------------------------------------------------------- |
| 簡體書 | 2005年8月  | 漫漫自由路                 | 山東大學出版社     | 谭振学           | 9787560730196                                                                 |
| 簡體書 | 2010年8月  | 勇者曼德拉自傳：漫漫自由路 | 廣西師範大學出版社 | 谭振学           | 9787563399628                                                                 |
| 簡體書 | 2013年11月 | 漫漫自由路：曼德拉自傳     | 廣西師範大學出版社 | 谭振学           | 9787549540433                                                                 |
| 簡體書 | 2014年9月  | 漫漫自由路：曼德拉自傳     | 廣西師範大學出版社 | 谭振学           | 9787549554904                                                                 |
| 繁體書 | 1995年1月  | 漫漫自由路：曼德拉自傳     | 天堃               | 何戟及奕丞小組譯 | 9789578867024（平裝） 9789578867031（上冊：平裝） 9789578867048（下冊：平裝） |

## 電影改編
已改编為電影，由贾斯汀‧查德威克执导、威廉·尼克森编剧，阿南特‧辛格製片。2009年前，曼德拉親自將電影版權給予辛格的公司。辛格認為，由於這本書根據曼德拉的著作改編，這將成為一部曼德拉的重要傳記片。 英國演員伊卓瑞斯·艾巴在電影扮演曼德拉。電影於2013年11月29日在美國有限上映，聖誕節正式上映。

## 第二本自傳
曼德拉親自撰寫第二本自傳。《不敢逗留：總統歲月》於2017年出版，由曼德拉·蘭加根據曼德拉的手寫筆記和未完成草稿，再加上相關材料編輯而成，格拉薩·馬謝爾則為此書撰寫序言。標題取自《漫漫自由路》的结尾：「但我只能休息片刻，因為自由伴隨著責任，我不敢逗留，因為我的漫漫長路還沒有結束。」

## 延伸閱讀
- Sampson, Anthony. . HarperCollins. 1999. ISBN 978-0-00-638845-6.
- Mandela, Nelson. . Little Brown & Co. 1995. ISBN 978-0-316-54818-2.
- Brookfield, Stephen. . Adult Education Quarterly. 2008-02, 58 (2): 95–109  [2023-06-18]. S2CID 145331872. doi:10.1177/0741713607310150. （原始内容存档于2020-11-30）.

## 外部連結
- 《漫漫自由路》节选 （页面存档备份，存于）
- 多语言《漫漫自由路》語音节选
- 《漫漫自由路》名言摘錄 （页面存档备份，存于）